# 倍硫磷
倍硫磷（英語：Fenthion），学名O,O-二甲基-O-(3-甲基-4-甲硫基苯基)硫代磷酸酯，是一种有机磷杀虫剂。

## 性质
无色油状液体。工业品呈棕黄色，带有特殊臭味。易溶于甲醇、乙醇、丙酮、甲苯、二甲苯、氯代烃、脂肪油等有机溶剂，难溶于石油醚。对光和热比较稳定。用过氧化氢和高锰酸钾氧化时可得到相应的亚砜和砜。

## 制取
硫加入硫化物水溶液中，与硫酸二甲酯反应得二甲二硫。二甲二硫与间甲酚在浓硫酸作用下反应，得3-甲基-4-甲硫基苯酚。3-甲基-4-甲硫基苯酚与O,O-二甲基硫代磷酰氯在氢氧化钠溶液中反应，得倍硫磷。
3-甲基-4-甲硫基苯酚也可由间甲酚与二甲基亚砜混合后通入氯化氢而制得。

## 用途
速效、广谱、中毒有机磷杀虫剂，有触杀、胃毒作用，渗透性较强，有一定的内吸作用，对螨类也有效。